# Cremasterrefleks
Cremasterrefleksen er en overfladisk (dvs. tæt på hudens overflade) refleks hos mænd.
Denne refleks opnås ved at berøre den øvre og indre del af låret - uanset berøringens retning. Den normale reaktion på dette er en øjeblikkelig sammentrækning af cremastermusklen, der trækker den ipsilaterale testis op.
Refleksen anvender sensorale og motoriske fibre i nervus genitofemoralis, dannet af fibre fra både L1 og L2-rygsøjlenerver. Når det indre lår berøres stimuleres sensorale fibre i nervus lumboinguinalis, samt nerven nervus ilioinguinalis. Disse synapser i rygmarven og aktiverer motoriske fibre i det genitale område af nervus genitofemoralis, hvilket får cremastermusklen til at trække sig sammen og hæve testis. 
Hos drenge kan denne refleks virke overdreven, hvilket somme tider kan føre til en fejldiagnosticering af kryptorchisme.
Cremasterrefleksen kan mangle ved testistorsion, øvre og nedre neuronfejl, såvel som rygmarvsskader i L1-L2. Dette kan også ske hvis nervus ilioinguinalis ved et uheld er blevet skåret over under en reparation af en brok.
Cremasterrefleksen kan hjælpe til at genkende testikelmæssige nødsituationer. Tilstedeværelsen af en cremasterrefleks eliminerer ikke testistorsion fra en differential diagnose, men det udvider mulighederne til at inkludere bitestikelbetændelse eller andre årsager til skrotale eller testikelmæssige smerter.

## Fodnoter
1. ↑  "Definition: cremasteric reflex from Online Medical Dictionary". Arkiveret fra originalen 13. august 2007. Hentet 2007-12-06.
2. ↑  Drake, Richard L.; Vogl, Wayne; Tibbitts, Adam W.M. Mitchell; illustrations by Richard; Richardson, Paul (2005). Gray's anatomy for students (Pbk. udgave). Philadelphia: Elsevier/Churchill Livingstone. ISBN 978-0-443-06612-2.